# Contras
Les Contras (terme espagnol signifiant « contre-révolutionnaires »), appelés aussi « Résistance nicaraguayenne », étaient des groupes armés en guerre contre le gouvernement sandiniste au Nicaragua. Le soutien des États-Unis à ces groupes a été fortement médiatisé par le scandale de l'affaire Iran-Contra.

## Historique

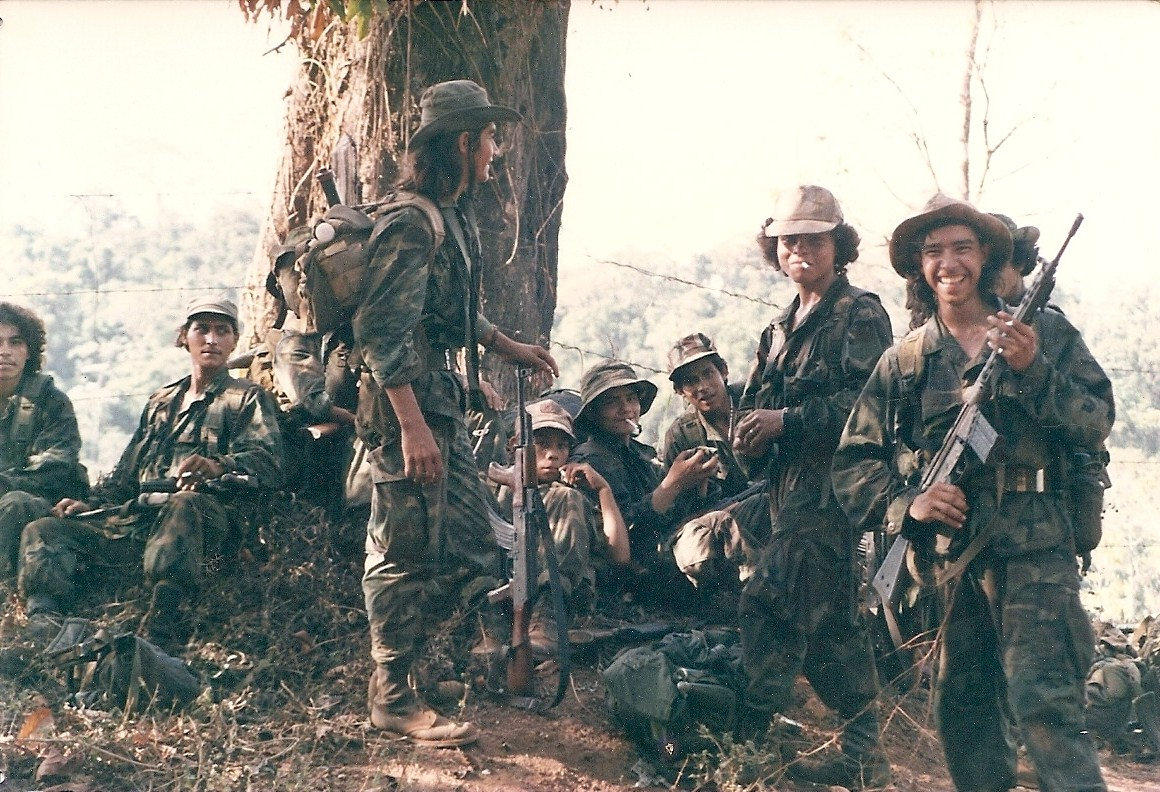
Des contras en 1987.

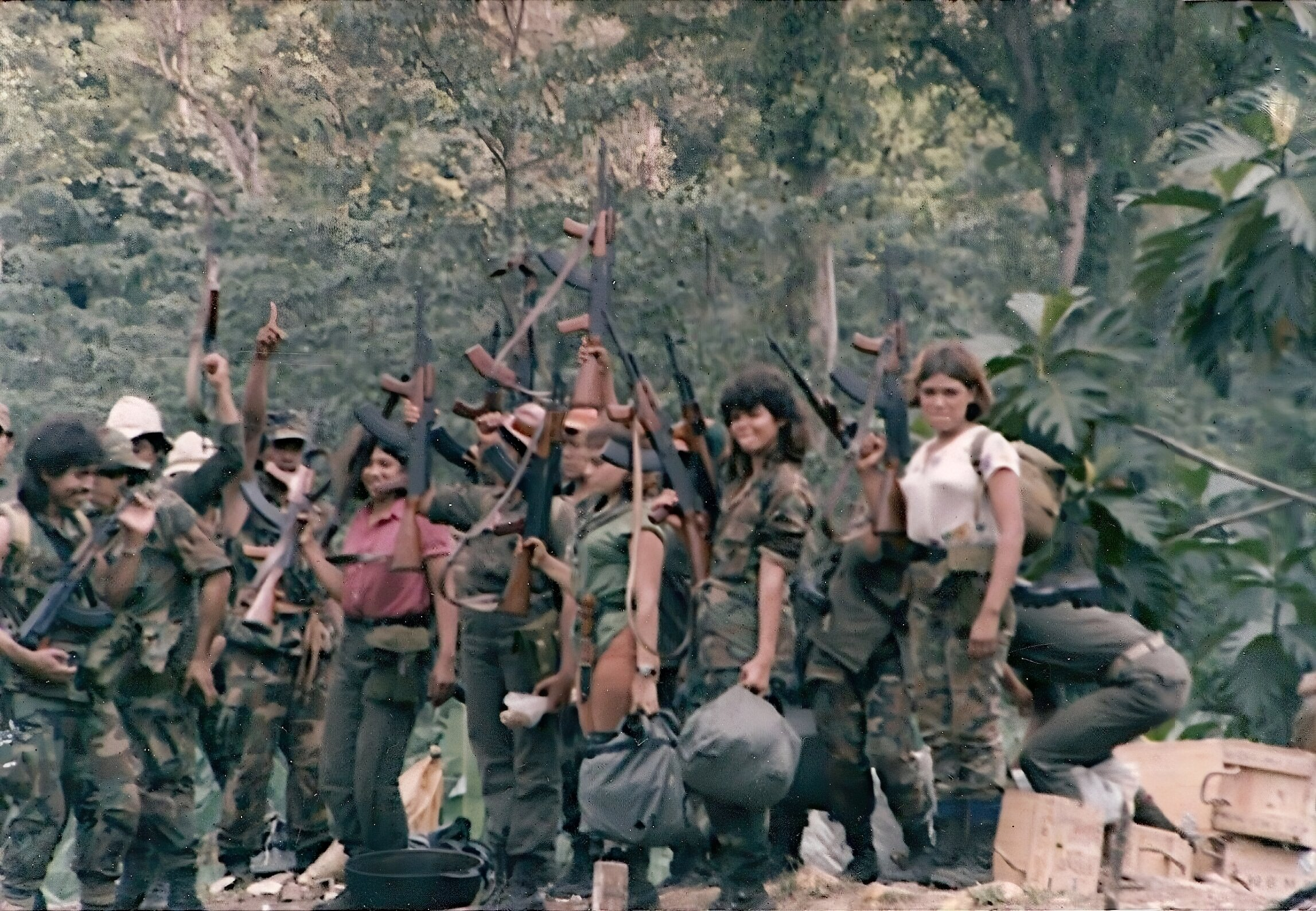
Des contras en 1987.

Initialement soutenus par la dictature argentine de Videla (entre autres, car les mouvements activistes de gauche argentins participèrent à la guerre civile au Nicaragua de 1979 et à l'assassinat de l'ancien président Somoza) et la CIA, les Contras utilisaient les méthodes de guérilla et opéraient des raids contre l'économie et l'administration, notamment dans le nord du Nicaragua à partir de bases arrière situées au Honduras. Les Contras ne recherchaient pas tant une improbable conquête du pouvoir par les armes qu'à attiser le mécontentement populaire contre le gouvernement sandiniste en sabotant l’économie et les programmes sociaux. Des écoles et centres de santé sont attaqués, des récoltes détruites et des usines incendiées.
Composés de plusieurs groupes politiques anti-sandinistes (principalement des paysans propriétaires et des tribus indigènes opposés à la collectivisation de leur terre, au rapprochement avec l'Union soviétique et au service militaire obligatoire), ils se sont unis en juin 1985 avec le soutien actif de la CIA et avaient un effectif compris entre 13 800 et 22 400 combattants en 1990 selon les sources, affrontant l'armée populaire sandiniste (EPS), qui elle comptait 70 000 à 77 000 hommes, les 80 000 réservistes et miliciens et les 15 000 membres du ministère de l'Intérieur.
Le 26 mars 1983, le village de Rancho Grande est attaqué par les Contras. Parmi les morts se trouve le docteur Pierre Grosjean, médecin-chercheur français, au Nicaragua depuis six mois. En 1986, trois autres Européens, dont le Français Joël Fieux, et deux Nicaraguayens, membres des collectifs d'alphabétisation, sont abattus dans une embuscade.
En mai 1987, ces groupements prennent le nom de RN (Résistance nicaraguayenne). Ils constituent toutefois une force affaiblie par la corruption et les revers militaires. Les Contras ne seront jamais très populaires ; selon un sondage de l'Inter-American Research Center, en 1988, 47 % des Nicaraguayens interrogés rejetaient la responsabilité de la guerre sur les Contras, contre 16 % sur les Sandinistes.
Le 23 mars 1988, l’accord de Sapoa entre le gouvernement de Managua et les Contras met fin à la lutte armée. Ce cessez-le-feu prépara le désarmement et la réintégration progressive des Contras dans le jeu politique démocratique. L'accord provoque l’éclatement de la RN dirigée par Enrique Bermudez, ancien officier somoziste. Certains de ses lieutenants se soulèvent contre lui,  qu’ils accusent d’incompétence et de corruption. L’armée hondurienne intervient pour réprimer la rébellion. Le bilan direct de cette guerre civile est estimé à 30 000 morts. Le 25 février 1990, les élections sont gagnées par une coalition de centre-droite dirigée par Violeta Chamorro. Dans les années 1990, quelques Recontras se formèrent à nouveau.

## Exactions
L'ancien commandant contras Edgar Chamorro témoigne devant la Cour internationale de justice des crimes de guerre érigés selon lui en stratégie :

« Une partie importante de mon travail en tant qu'officier de communication visait à améliorer l'image de la FDN (Force démocratique nicaraguayenne, la plus importante milice « contre-révolutionnaire »). C'était un défi, car tuer des prisonniers et des civils soupçonnés de collaboration avec les sandinistes étaient des pratiques habituelles. En parlant avec des officiers de la FDN dans les camps le long de la frontière hondurienne, j'ai souvent entendu des remarques telles que “je lui ai coupé la gorge”. La CIA n'a pas découragé de telles tactiques. Au contraire, l'agence m'a sévèrement critiqué lorsque j'ai admis à la presse que la FDN kidnappait et exécutait régulièrement des travailleurs de la réforme agraire et des civils. On nous a dit que le seul moyen de vaincre les sandinistes était de tuer, kidnapper, violer et torturer. »

L'officier de la CIA responsable du programme, Duane Clarridge, reconnait également auprès du Comité du renseignement de la Chambre des représentants, lors d'un entretien secret en 1984, que les Contras assassinaient régulièrement « des civils et des responsables sandinistes dans les campagnes, ainsi que des responsables de coopératives agricoles, des infirmières, des médecins et des juges ».
Dans un rapport publié en 1987, l'ONG Human Rights Watch accuse les Contras de nombreux massacres de paysans, assassinats de fonctionnaires et de travailleurs humanitaires et de viols.

## Soutien de Buenos Aires et de Washington

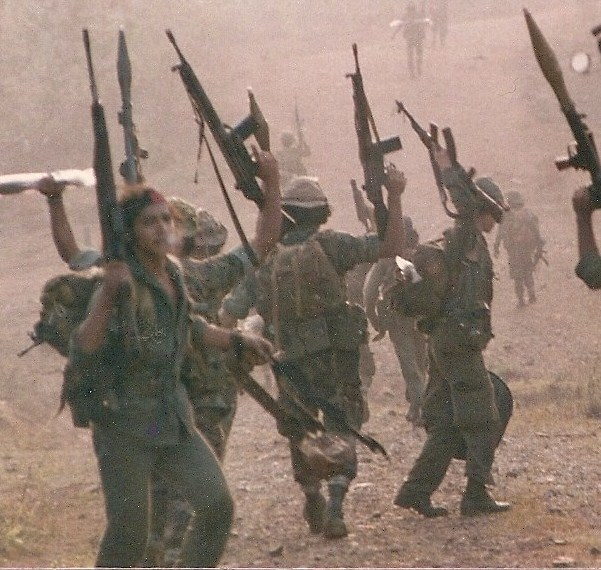
Contras armés de FN FAL, HK G3, PM Md. 63 et RPG-7 pris sur les troupes sandinistes ou fournis par la Central Intelligence Agency ou la Junte militaire argentine.

C'est d'abord la dictature argentine qui, à travers l'Opération Charly, a soutenu et entraîné les Contras. Ainsi, des forces d'unités spéciales, telles que le bataillon d'intelligence 601, dirigé en 1979 par le colonel Jorge Alberto Muzzio, ont entraîné les Contras, en particulier dans la base de Lepaterique. L'Opération Charly était dirigée par le général Carlos Alberto Martínez, à la tête du Secretaría de Inteligencia del Estado (es) et l'homme de Videla dans les services secrets, avec les généraux Viola et Valín. En Bolivie, la « narco-dictature » du général Luis García Meza Tejada met sur pied un réseau d'exportation de cocaïne vers l'Amérique centrale grâce à la couverture, sur place, des conseillers argentins. En échange, les narco-trafiquants boliviens financent les groupes paramilitaires de la région, en particulier les Contras.
Le président américain Jimmy Carter autorisa, fin octobre 1980, la création d'un programme secret de la CIA de soutien aux Contras, envoyant un million de dollars. La CIA, dirigée par William Casey, collabora alors avec le bataillon d'intelligence 601 argentin, qui avait une base en Floride. Au milieu des années 1980, l'ex-directeur adjoint de la CIA Vernon Walters et le chef des Contras Francisco Aguirre ont rencontré les généraux argentins Viola, Davico et Valin afin de coordonner les actions en Amérique centrale. Le 23 novembre 1981, le président Ronald Reagan autorise la CIA à recruter et à appuyer les Contras, avec un premier budget de 19 millions de dollars américains.
En 1986, un avion de la CIA chargé de matériel destiné aux Contras est abattu par l’Armée populaire sandiniste.
En avril 1984, après le minage de ses ports le Nicaragua décide de porter plainte contre les États-Unis à la Cour internationale de justice, ce qui aboutit en 1986 à un verdict appelant les États-Unis à « cesser d'employer l'usage illégal de la force contre le gouvernement sandiniste » en plaçant des mines sous-marines et en entraînant et appuyant les Contras. Les États-Unis avaient « rompu leur obligation dictée par le droit international de ne pas utiliser la force contre un autre État » et étaient condamnés à payer des réparations. Washington a déclaré que les États-Unis n'étaient pas soumis aux jugements de la Cour.
La fin de l'aide officielle, à la suite de la pression du Congrès américain, conduit à un soutien clandestin, en particulier par le biais de vente d'armes à l'Iran, ce qui déclencha un scandale connu sous le nom d'Irangate. Les Contras reçoivent par ailleurs de l’armement israélien par l’intermédiaire du dictateur guatémaltèque Efraín Ríos Montt.

## Trafic de drogue
À partir des années 1980, les Contras sont soupçonnés de se financer par la distribution de cocaïne. 
Le Comité du Sénat des affaires étrangères sur les activités des Contras dans le trafic de drogue publie son rapport le 13 avril 1989. Il conclut que « des seniors politiques des États-Unis n’étaient pas opposés à l’idée que l’argent de la drogue était une solution parfaite pour les problèmes de financement des Contras ». Le rapport du comité affirme que des membres du département d’État « qui ont soutenu les Contras étaient impliqués dans le trafic de drogue ; les Contras savaient qu’ils recevaient l'aide financière et matérielle de trafiquants de drogue ». 
Le rapport poursuit : « les activités des Contras incluent des paiements aux trafiquants de drogue par le département d'État des États-Unis, autorisés par le Congrès en tant qu'aide humanitaire, dans certains cas après l’inculpation de trafiquants par des agences fédérales, dans d’autres pendant que les trafiquants étaient sous enquête par ces mêmes agences ». Les deux chambres du Congrès ont commencé à étudier les allégations sur le trafic de drogue des Contras, provoquant un réexamen au printemps 1986 des allégations du département d’État, conjointement avec le département de la Justice et les agences de renseignement américaines.
Les allégations refont surface en 1996 quand le journaliste Gary Webb publie ses découvertes dans le San Jose Mercury News et plus tard dans son livre Alliance Obscure. Il y détaille comment les Contras avaient distribué du crack à Los Angeles pour financer l’achat d’armes. 
Une représentante démocrate au Congrès a ensuite révélé l’existence d’un protocole en vigueur entre 1982 et 1995 dans lequel le Département de la Justice des États-Unis et la CIA s’exonéraient du devoir de signaler toute activité liée à la drogue de la part des Contras du Nicaragua et des moudjahidines d’Afghanistan. 
Le reportage du Wall Street Journal du 29 janvier 1997 dévoile les activités se déroulant à Mena en Arkansas. 

« Au centre de la toile de spéculations tissée autour de Mena se trouvent quelques faits incontestés : un des meilleurs informateurs de drogue dans l’histoire des États-Unis, le trafiquant Barry Seal, avait sa base d'opérations aériennes à Mena. Au sommet de sa carrière, il importait environ 1 000 livres (450 kg) de cocaïne par mois et avait une fortune estimée à plus de 50 millions $. Après être devenu indic pour le compte de la Drug Enforcement Administration, il travailla au moins une fois pour la CIA, lors d'une opération antidrogue menée par les Sandinistes. Il fut assassiné par des tueurs à gages colombiens à Baton Rouge, en Louisiane, en 1986 ; huit mois plus tard, un de ses avions, avec un autre pilote de l'Arkansas aux commandes [...] fut abattu au-dessus du Nicaragua avec une cargaison de fournitures pour les Contras. »

En 1998, l'inspecteur général de la CIA Frederick Hitz (en) publie un rapport en deux volumes qui soutient les affirmations de Webb, décrit l'implication des Contras dans le trafic de drogue et la façon dont l'organisation a été protégée pendant les administrations Reagan et Bush. Le rapport démontre que le lieutenant-colonel Oliver North et le Conseil de sécurité nationale étaient informés de ces activités.